# Zygonyx hova
Zygonyx hova is een libellensoort uit de familie van de korenbouten (Libellulidae), onderorde echte libellen (Anisoptera).
De wetenschappelijke naam Zygonyx hova is voor het eerst geldig gepubliceerd in 1842 door Rambur.